# Вілліам (футболіст, 1996)
Жуан Вілліам Алвіш де Жезуш або просто Вілліам (порт.-браз. João William Alves de Jesus / William; нар. 11 червня 1996, Естансія, Сержипі, Бразилія) — бразильський футболіст, захисник петрівського «Інгульця».

## Життєпис
Народився в місті Естансія, штат Сержипі. На молодіжному рівні виступав з 2014 по 2015 рік за «Естансіану». На професіональному рівні дебютував 25 січня 2015 року в переможному (2:1) домашньому поєдинку 1-го туру Ліги Сержипано проти «Корітіби». Вілліам вийшов на поле на 38-й хвилині, замінивши Ренана. Зіграв 3 матчі за першу команду та допоміг своєму клубу стати срібним призером Ліги Сержипано. Наприкінці січня 2016 року перебрався до «Жувентуде». За нову команду дебютував 24 лютого 2016 року в нічийному (0:0) виїзному поєдинку 6-го туру Ліги Гаушу проти «Іпарінги». Жуан вийшов на поле на 62-й хвилині, замінивши Руана. Загалом зіграв 2 матчі в чемпіонаті штату Ріо-Гранде, також потрапляв до заявки на матч Серії C Бразилії, але на поле не виходив.
Наступний рік став проривним для Вілліама. 15 березня він перейшов до «Луверденсе». У футболці нового клубу дебютував 30 березня 2017 року в переможному (5:0) домашньому поєдинку Кубку Верде проти «Ріо-Бранку». Вілліам вийшов на поле на 61-й хвилині, замінивши Адерлана. У Серії B чемпіонату Бразилії дебютував 17 червня 2017 року в нічийному (1:1) виїзному поєдинку 8-го туру проти «Сеари». Вілліам вийшов на поле в стартовому складі та відіграв увесь матч. Першим голом за «Луведенсе» відзначився 18 березня 2018 року на 69-й хвилині переможного (7:0) домашнього поєдинку Кубку Верде проти «Спарти». Вілліам вийшов на поле в стартовому складі та відіграв увесь матч. Першим голом у Серії B чемпіонату Бразилії відзначився 19 серпня 2017 року на 39-й хвилині нічийного (2:2) виїзного поєдинку 21-го туру проти КРБ. Жуан вийшов на поле в стартовому складі та відіграв увесь матч. Зіграв 26 матчів у другому за силою дивізіоні бразильського чемпіонату та відзначився 2-ма голами, але «Луверденсе» посів 16-те місце та вилетів до Серії C. Наступний сезон також розпочав у «Луверденсе», зіграв 1 матч у Серії C. Наприкінці червня 2018 року підписав контракт з «Гоясом». 8 разів потрапляв до заявки на матчі Серії B чемпіонату Бразилії, але в жодному з них на поле не виходив.
На початку січня 2019 року став гравцем «Санта-Кружа». У футболці ресіфського клубу дебютував 7 лютого 2019 року в переможному (2:1) виїзному поєдинку 4-го туру Ліги Пернамбукано проти «Петроліни». Жуан вийшов на поле в стартовому складі та відіграв увесь матч, а на 87-й хвилині отримав жовту картку. Загалом зіграв 10 матчів у різних змаганнях (Кубок Нордесте, Ліга Пернамбукано та Серія C чемпіонату Бразилії).
18 березня 2020 року перейшов до «Руху», з яким підписав 2-річний контракт з можливістю продовження ще на 1 рік. У футболці берестейського клубу дебютував 20 березня 2020 року в переможному (1:0) виїзного поєдинку 1-го туру Вищої ліги Білорусі проти мінського «Динамо». Вілліам вийшов на поле в стартовому складі та відіграв увесь матч. Єдиним голом у футболці «Руху» відзначився 13 серпня 2021 року на 81-й хвилині переможного (7:1) домашнього поєдинку 19-го туру Вищої ліги проти «Іслочі». Вілліам вийшов на поле в стартовому складі та відіграв увесь матч. Загалом у вищому дивізіоні чемпіонату Білорусі зіграв 27 матчів (1 гол), ще 3 поєдинки провів у кубку Білорусі. На початку грудня 2021 року залишив «Рух».
23 січня 2022 року підписав контракт з «Інгульцем».